# Kopalnia uranu Okrzeszyn

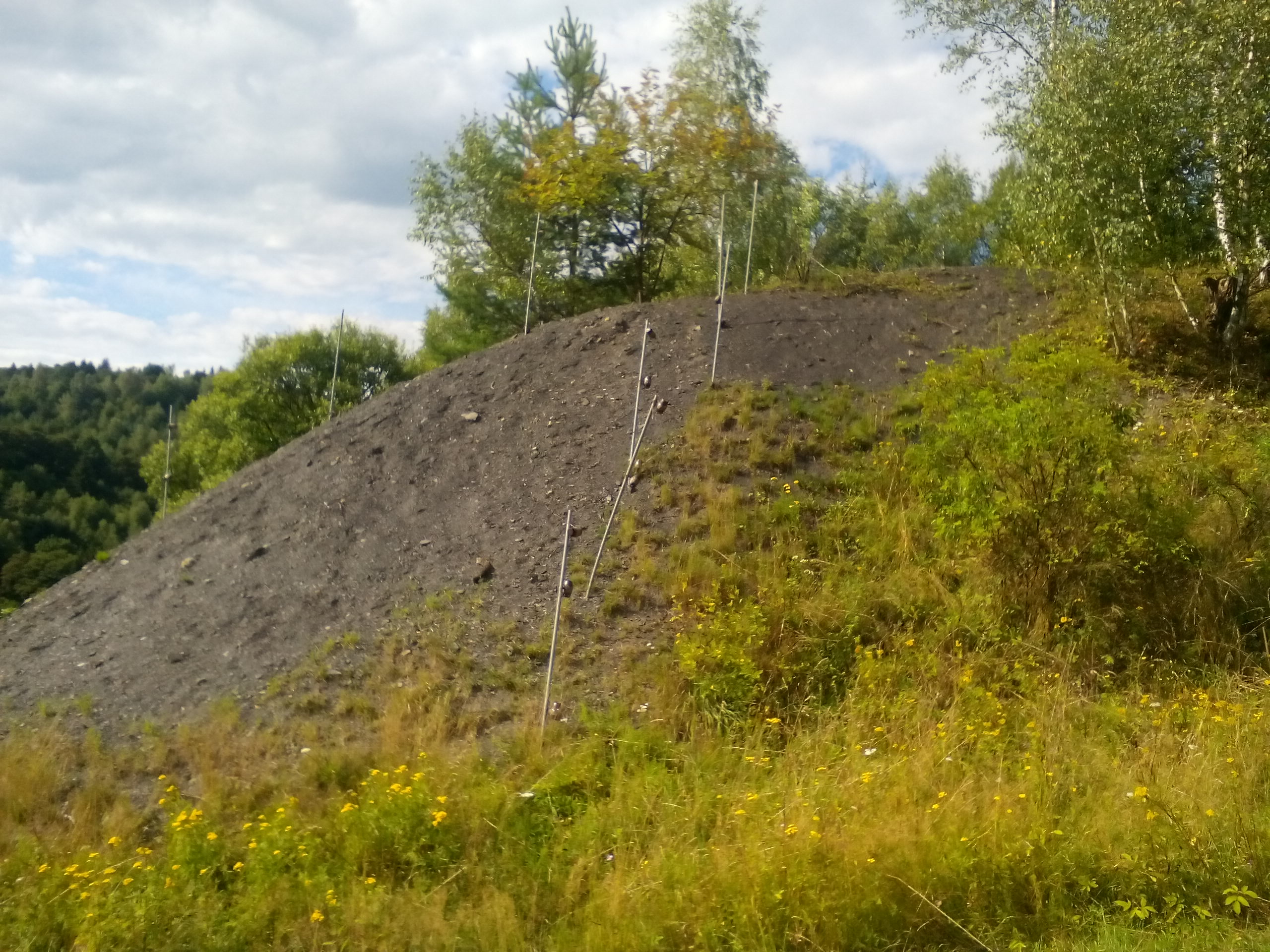
Hałda w okolicy szybu

Kopalnia uranu Okrzeszyn – nieczynna, głębinowa kopalnia rudy uranowej w pobliżu wsi Okrzeszyn, w gminie Lubawka, w powiecie kamiennogórskim, należąca do grupy poszukiwawczej dawnych Zakładów Przemysłowych R-1, nadzorowanych wówczas przez ZSRR.

## Położenie
Wylot sztolni nr 1 znajdował się u podnóża góry Węglarz, na południowym krańcu wsi, 100–120 m na północny wschód od miejsca, w którym potok Szkło dopływa do granicy polsko-czeskiej oraz ruin kościoła. Około 200 m na wschód od tego miejsca znajdował się szyb nr 1 (obecnie widoczna jest tu kilkumetrowa hałda).
Szyb nr 2 drążony był ok. 650 m w kierunku zachodnim od nieistniejącej obecnie stacji kolejowej Okrzeszyn, u podnóża Jańskiego Wierchu w dolinie Beczkowskiego Potoku, na prawym jego brzegu. Widoczne są tu pozostałości dawnych budynków.

## Historia
Rozpoznanie złoża rozpoczęła w 1947 r. grupa poszukiwawcza Zakładów R-1. Do 1951 r. przeprowadzono głównie wiercenia powierzchniowe, których wyniki były obiecujące. Rozpoczęła się budowa kopalni – w 1954 r. postawiono dwie drewniane, prowizoryczne wieże wyciągowe, a przy nich budynki maszynowni. Od 1955 r. prowadzono roboty podziemne.
Plany zakładały wykonanie trzech poziomów wydobycia na głębokości 140, 214 i 314 m, z czego początkowo miano eksploatować dwa płytsze, a później dwa głębsze. Szacunek zakładał wydobycie dzienne w wielkości ok. 142 t rudy oraz 535 t kamienia. Kopalnię zaliczano do pierwszej kategorii zagrożenia gazowego i trzeciej kategorii pyłowego, przy niewielkim zagrożeniu wodnym (750 l/min i 1000 l/min przy zejściu na poziom 314 m).
Złoże miano eksploatować systemem ścianowym, urabiając je ręcznie za pomocą młotków i wiertarek elektrycznych. Odstawianie urobku planowano przy pomocy lekkich przenośników zgrzebłowych, a dalszy transport wagonikami ciągniętymi akumulatorową lokomotywą elektryczną typu Ld a/1. Przewidywano użycie ok. 150 wagonów i 4 lokomotyw.
Planów nie zrealizowano do końca. Wydrążona została tylko sztolnia nr 1 oraz szyby nr 1 i 2, oba o wymiarach 4,476 m × 1,85 m. Szyb nr 1 został zagłębiony na 230 m. Planowano jego wykorzystanie wyłącznie jako wdechowy szyb wentylacyjny, zakryty po zdemontowaniu wieży, z awaryjnym kołowrotem. Szyb nr 2 miał być głównym szybem wydobywczym i wentylacyjnym wydechowym. Zagłębiono go do 214 m.
Ogrodzony siatką i drutem kolczastym teren kopalni przy szybie nr 2 miał powierzchnię 4,14 ha. Postawiono na nim 20 budynków i urządzeń powierzchniowych: m.in. wspomniane już wieżę i maszynownię oraz estakadę transportową, kompresownię, suszarnię ubrań, magazyn rdzeni grupy wiertniczej, warsztat ciesielski, budynek piły tarczowej, sztygarówkę z warsztatem ślusarskim i stację średniego napięcia 40/10 kV. W większości były to jednak budowle prowizoryczne. Ustawione były też tory o szerokości 50 cm, na hałdzie budka na narzędzia, zaś przy bramie wjazdowej – portiernia.
Udało się dotrzeć do złoża, jednak dalsze prace zostały przerwane. Przez pewien czas trwały jeszcze prace konserwacyjne, licząc na późniejszą rozbudowę i uruchomienie wydobycia. W ostateczności szersza eksploatacja nie ruszyła z powodów ekonomicznych, wydobyto 4 tys. ton rudy.